# Lisieux

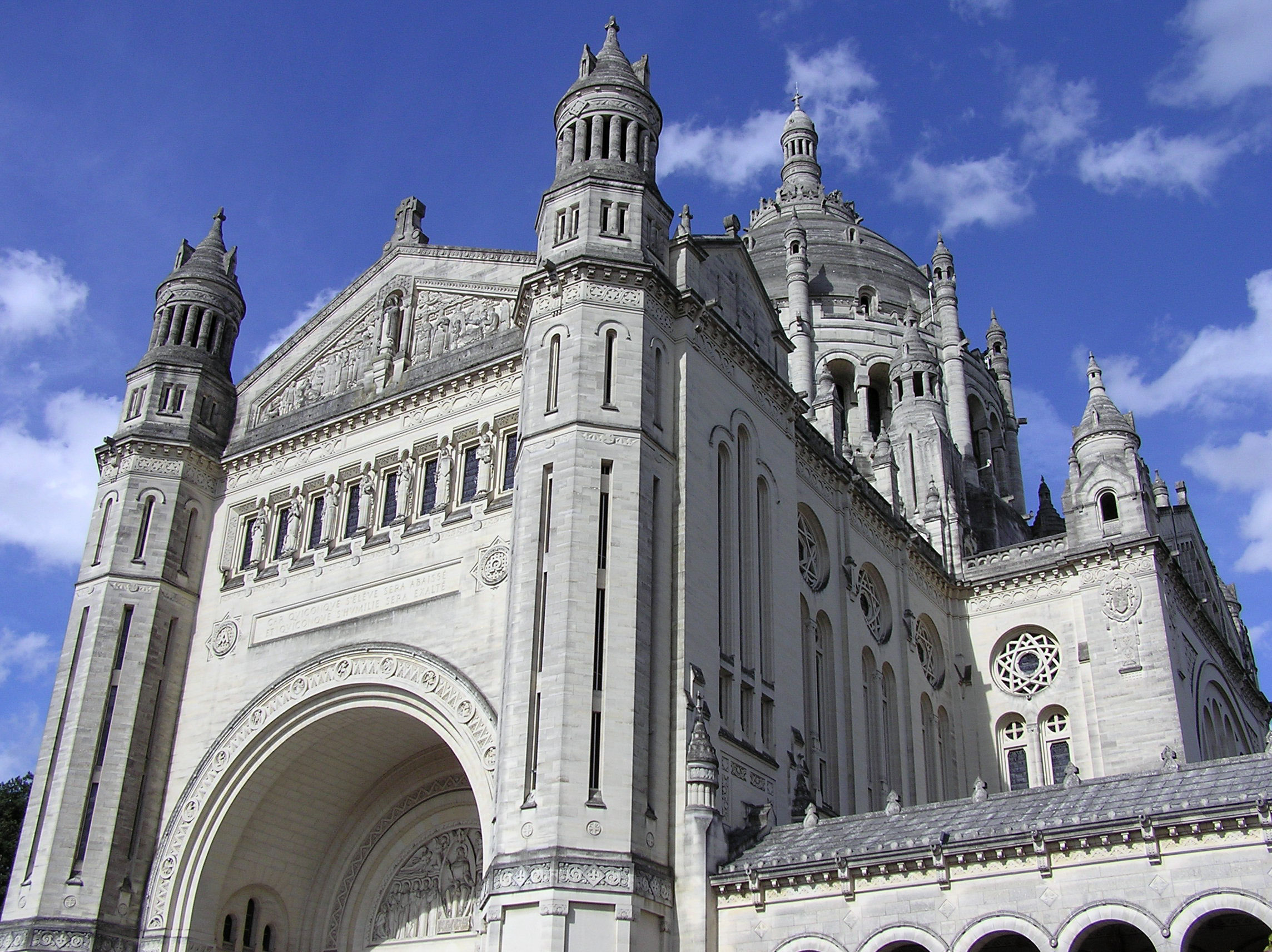
Basílica de Santa-Teresa (junho 2004).

Lisieux é uma pequena cidade do departamento de Calvados na região da Normandia, França. Nela morou e morreu Santa Teresinha.

## História Eclesiástica
O primeiro bispo conhecido de Lisieux é Teodibandes, mencionado na conexão com o concílio feito em 538. O mais celebrado entre os seus sucessores é Freculfo (d. 850), um aluno do palácio fundado por Carlos Magno e autor da História Universal; Arnul (1141-81), político e escritor; Nicolau de Oresme (1378-82), filósofo, matemático, e tutor de Carlos V da França; Pedro Cauchon (1432-42), preocupado com a condenação de Joana D'Arc; Thomas Basin (1447-74), o historiador de Carlos VII de França, um dos promotores da reabilitação de Joana D'Arc; Guilherme du Vair (1618-21), o filósofo que deixou o banco para a Igreja.